# 28765 Katherinewu
28765 Katherinewu este un asteroid din centura principală de asteroizi.

## Descriere
28765 Katherinewu este un asteroid din centura principală de asteroizi. A fost descoperit pe 28 aprilie 2000 la Socorro, New Mexico, în cadrul proiectului LINEAR. Asteroidul prezintă o orbită caracterizată de o semiaxă mare de 2,25 ua, o excentricitate de 0,12 și o înclinație de 1,6° în raport cu ecliptica.